# 13e bataillon de marche de tirailleurs sénégalais
Pour les articles homonymes, voir BMTS.
Ne doit pas être confondu avec 13e bataillon de tirailleurs sénégalais ou 13e régiment de tirailleurs sénégalais.
Le 13e bataillon de marche de tirailleurs sénégalais (13e BMTS) est une unité d'infanterie de l'Armée de terre française constituée de tirailleurs sénégalais. Formé en 1951 en Algérie française, le bataillon rejoint l'Indochine où il combat contre le Việt Minh. Il est dissous après la fin de la guerre d'Indochine.

## Historique
Le bataillon est constitué le 25 mai 1951 à Alger, à partir d'éléments des 3e, 5e, 6e, 13e et 15e régiments de tirailleurs sénégalais. Son existence est officialisée le 10 juin, jour où il embarque pour l'Indochine. Dernier des bataillons sénégalais à être envoyés en Indochine, il débarque le 10 juillet à Haïphong et s'installe le 13 à Sept Pagodes. Renforcé d'Indochinois servant dans des compagnies de supplétifs militaires (CSM et CLSM, compagnies légères de supplétifs militaires), le 13e BMTS opère au sein de la 2e division de marche du Tonkin, en particulier pour l'escorte des convois fluviaux.
Le 13e BMTS est dissous le 30 septembre 1954. Il est décoré de la croix de guerre des Théâtres d'opérations extérieurs avec une citation.

## Chefs de corps
- juin - décembre 1951 : chef de bataillon Jouet[1]
- décembre 1951 - août 1953 : chef de bataillon Coignard[1]
- août 1953 - février 1954 : chef de bataillon Huz[1]
- février - septembre 1954 : chef de bataillon Aussudre[1]

## Insigne
Description héraldique officielle, : « Pagode de sinople à quatre toits de gueules, l'ancre coloniale d'or ombrée de gueules brochant sur le tout et chargé du chiffre 13 de sable et des lettres « BM.TS » de sinople. »
Homologué G 876 le 7 janvier 1952, l'insigne fait référence à Sept Pagodes où le bataillon est implanté.